# Азбелев, Николай Викторович
Никола́й Ви́кторович Азбелев (15 апреля 1922, село Базлово, Псковская губерния — 3 ноября 2006, Пермь) — советский и российский математик, автор работ в области теории дифференциальных уравнений. Ученик Б. И. Сегала. Создатель научной школы по дифференциальным и интегральным неравенствам, подготовил более 70 кандидатов и 9 докторов физико-математических наук.
Основные научные интересы: дифференциальные и функционально-дифференциальные уравнения, краевые задачи, вариационные задачи, устойчивость уравнений с запаздыванием.

## Биография
В 1941 году поступил в Московский университет на механико-математический факультет. С третьего курса был призван в 1943 году в действующую армию. После контузии в 1944 году вернулся в университет, а в 1945 году поступил в Московский авиационный институт на заочное отделение моторостроительного факультета. В 1949 году получил диплом инженера-механика, в 1947—1949 годах работал конструктором в конструкторском бюро академика А. А. Микулина. В 1951 году был принят в аспирантуру Московского станко-инструментального института, которую окончил в 1954 году. Защитил в МГУ кандидатскую диссертацию «О границах применимости теоремы С. А. Чаплыгина о дифференциальных неравенствах» (1954); до 1966 года заведовал кафедрой математики в Ижевском механическом институте. В 1962 году защитил в Казанском университете докторскую диссертацию «О задаче Чаплыгина (об одном методе оценок)». С 1964 года — профессор. С первых месяцев своей работы в Ижевске организовал работу математического семинара, получившего известность в профессиональной среде.
25 мая 1967 года был избран заведующим кафедрой высшей математики Тамбовского филиала Московского института химического машиностроения и проработал в этой должности до 18 ноября 1975 года, когда перевёлся в Пермский политехнический институт, организовав кафедру математического анализа и продолжая руководить и своим научным семинаром. С 1994 по 2006 год руководил научно-исследовательским центром «Функционально-дифференцированные уравнения». Под руководством Н. В. Азбелева были подготовлены 9 докторских и более 50 кандидатских диссертаций. В соавторстве с сотрудниками опубликовал семь монографий, из них три изданы на английском языке за границей.

## Награды и звания
В 1994 году Н. В. Азбелеву присвоено звание Почётный профессор ИжГТУ.
Он отмечен знаком «За отличные успехи в работе» в области высшего образования, орденом «Знак Почёта», 2 медалями. Ему присвоено почётное звание Заслуженного деятеля науки Российской Федерации. Почётный член Международной Академии Нелинейных наук, заслуженный Соросовский профессор.

## Избранная библиография
Всего им опубликовано около 90 научных работ.
- Монография «Введение в теорию функционально-дифференциальных уравнений». М.: Наука, 1991 г.